# 30 лет. Концерт в Stadium Live
«30 лет. Концерт в Stadium Live» — концертный альбом группы «Браво», вышедший в 2014 году. Концерт доступен в цифровом формате, на CD, виниле, DVD и Blu-ray.

## Об альбоме
Это — запись юбилейного концерта «Браво» 10 ноября 2013 года в Stadium Live, Москва. В отличие от предыдущих юбилейных торжеств — 20-летия «Браво», прошедшего с большим количеством бывших вокалистов группы, и 25-летия в Кремлёвском дворце совместно с ансамблем «Солисты Москвы», — группа решила сосредоточиться непосредственно на музыкальном материале, отыграв 2,5-часовой концерт.

«Сейчас релизы на физических носителях часто сравнивают с памятными артефактами, но мало какой из них столь идеально соответствует такому определению, как этот юбилейный концертник „Браво“.»
— Андрей Бухарин. «Rolling Stone Russia», 27 апреля 2014 года.

## Список композиций
| №                   | Название                                    | с альбома             | Длительность |
| ------------------- | ------------------------------------------- | --------------------- | ------------ |
| 1.                  | «Интро. Жёлтые ботинки»                     | Ансамбль «Браво»      | 2:57         |
| 2.                  | «Добрый вечер, Москва»                      | Стиляги из Москвы     | 4:00         |
| 3.                  | «Мода»                                      | Мода                  | 4:10         |
| 4.                  | «Мне грустно и легко»                       | Стиляги из Москвы     | 3:13         |
| 5.                  | «Если бы на Марсе»                          | На перекрёстках весны | 3:05         |
| 6.                  | «Вот и я»                                   | Мода                  | 3:51         |
| 7.                  | «Нет предела»                               | Мода                  | 4:10         |
| 8.                  | «Ветер знает»                               | На перекрёстках весны | 3:44         |
| 9.                  | «Плохой, Хороший, Злой» (дуэт с Д.Спириным) | Мода                  | 5:27         |
| 10.                 | «36.6»                                      | Джаз на орбите        | 4:34         |
| 11.                 | «Замок из песка»                            | Дорога в облака       | 3:53         |
| 12.                 | «Любите, девушки»                           | Дорога в облака       | 3:21         |
| 13.                 | «Держись, пижон»                            | Стиляги из Москвы     | 2:35         |
| 14.                 | «Вася»                                      | Стиляги из Москвы     | 3:38         |
| 15.                 | «Король „Оранжевое Лето“»                   | Стиляги из Москвы     | 3:48         |
| 16.                 | «Как жаль»                                  | Московский бит        | 3:56         |
| Общая длительность: | Общая длительность:                         | Общая длительность:   | 1:00:30      |

| №                   | Название                                            | с альбома             | Длительность |
| ------------------- | --------------------------------------------------- | --------------------- | ------------ |
| 1.                  | «Стильный оранжевый галстук»                        | Московский бит        | 2:57         |
| 2.                  | «Московский бит»                                    | Московский бит        | 4:00         |
| 3.                  | «Бег»                                               | новая песня           | 4:10         |
| 4.                  | «Любовь не тонет»                                   | Евгеника              | 3:13         |
| 5.                  | «Дорога в облака»                                   | Дорога в облака       | 3:05         |
| 6.                  | «На лунный свет»                                    | новая песня           | 3:51         |
| 7.                  | «Это за окном рассвет»                              | На перекрёстках весны | 4:10         |
| 8.                  | «Ленинградский рок-н-ролл (представление артистов)» | -                     | 3:44         |
| 9.                  | «Ленинградский рок-н-ролл»                          | Ансамбль «Браво»      | 5:27         |
| 10.                 | «От Таганки до Кузьминок»                           | Мода                  | 4:34         |
| 11.                 | «Whole Lotta Shakin’ Goin’ On»                      | -                     | 3:53         |
| 12.                 | «Stand By Me» (*)                                   | -                     | 3:21         |
| 13.                 | «Этот город»                                        | На перекрёстках весны | 2:35         |
| 14.                 | «Старый отель»                                      | Ансамбль «Браво»      | 3:38         |
| Общая длительность: | Общая длительность:                                 | Общая длительность:   | 58:57        |

* — не вошла в видеоверсию

## Участники записи
- Евгений Хавтан — гитары, вокал
- Роберт Ленц — вокал, гитара, акустическая гитара, бубен, губная гармоника.
- Александр Степаненко — саксофон, Лэп-стил-гитара, клавишные инструменты, аккордеон
- Михаил Грачёв — бас-гитара, контрабас.
- Павел Кузин — ударные.

Духовая секция:
- Александр Языков — баритон-саксофон.
- Олег Кудрявцев — тенор-саксофон, перкуссия.
- Алексей Алексеев — труба.
- Дмитрий Лазарев — тромбон, гитара.

Специальные гости:
- Дмитрий Спирин — вокал.
- Дмитрий Ашман — бас-гитара.
- Денис Мажуков — фортепиано.
- Анил Дикшит — табла.

Big-band под управлением Антона Аверкина:
- Мария Лошкарева — саксофон.
- Виктория Рахимова — саксофон.
- Григорий Климов — саксофон.
- Игорь Коротичев — труба.
- Сергей Щукин — труба.
- Константин Лосев — труба.
- Александр Зайцев — тромбон.
- Михаил Паньков — тромбон.
- Василий Округин — тромбон.

## Интересные факты
- В качестве фона для обложки альбома послужил символ мод-культуры.
- Песня «На лунный свет» позднее была переименована в «Тёплый ветер». Под таким названием она вошла в альбом «Навсегда».